# Torbiele szczęk oraz tkanek miękkich jamy ustnej, twarzy i szyi
Torbiele szczęk oraz tkanek miękkich jamy ustnej, twarzy i szyi – patologiczne przestrzenie w obrębie głowy i szyi, składające się z jednej lub większej liczby komór wypełnionych płynem albo treścią galaretowatą.
Wyróżnia się:
1. torbiel prawdziwa (łac. cystis vera) – patologiczna jama pokryta nabłonkiem i wypełniona treścią płynną lub półpłynną,
2. torbiel rzekoma (łac.cystis spuria, pseudocystis) – jama wypełniona płynem, ale nie pokryta nabłonkiem.

Ścianę torbieli prawdziwej tworzy mieszek składający się z:
- torebki łącznotkankowej – z zewnątrz,
- naczyń krwionośnych,
- nabłonka wielowarstwowego /cylindrycznego/ migawkowego – wewnątrz.

## Klasyfikacja torbieli Pindborga i Kramera (według WHO 2005)
I. Torbiele szczęk 
1. Nabłonkowe
a. Rozwojowe:
| Zębopochodne                                                                                     | Niezębopochodne |
| ------------------------------------------------------------------------------------------------ | --- |
| - dziąsłowa - boczna okołozębowa - gruczołowa - erupcyjna - zawiązkowa - zębopochodna wapniejąca | - przewodu nosowo-podniebiennego (kanału przysiecznego) - gałeczkowo- szczękowa (aktualnie przejaśnienie gałeczkowo- szczękowe) - nosowo – wargowa |

b. Zapalne:
- korzeniowa,
  - okołowierzchołkowa
  - boczna
- przyzębna,

2. Nienabłonkowe torbiele rzekome szczęk
- tętniakowata kości,
- krwotoczna kości.

II. Torbiele tkanek miękkich jamy ustnej, twarzy i szyi
- naskórkowe,
- zastoinowe oraz śluzowiak,
- ślinowa,
- boczna szyi,
- środkowa szyi.

## Torbiele szczęk

### Nabłonkowe

#### Rozwojowe

##### Zębopochodne
Torbiel pierwotna, torbiel rogowaciejąca (keratocistis) — powstaje z resztek przetrwałego nabłonka szkliwnego listewki zębowej lub narządu szkliwotwórczego bez cech mineralizacji. Zbudowana jest z cienkiej torebki łącznotkankowej i nabłonka wielowarstwowego płaskiego z cechami orto- i parakeratozy. Torbiel wykazuje nietypowy rodzaj wzrostu - z nabłonka torbieli mogą wrastać do otoczenia wąskie pasma komórkowe, które mogą się przekształcić w torbiele satelitarne. Stąd w około 60% przypadkach po zabiegu operacyjnym następują nawroty. Najczęściej występuje w okolicy trzecich trzonowców i zębów przedtrzonowych w szczególności w żuchwie (2x częściej). Torbiel powiększa się i stopniowo niszczy kość. Niszczenie to nie jest tak intensywne jak w przypadku torbieli korzeniowej i dotyczy bardziej istoty gąbczastej niż zbitej. Kość nie ulega rozdęciu, ale powiększa się wzdłuż wyrostka zębodołowego. Na zdjęciu rtg charakterystyczny jest duży wymiar podłużny przy niewielkim wymiarze poprzecznym i rozdęciu kości. Torbiel rogowaciejąca bywa jedno- lub wielokomorowa. Na zdjęciu rtg często widoczne są przegrody kostne. Torbiel rogowaciejąca złośliwieje częściej niż inne torbiele (w raka płaskonabłonkowego). Mnogie torbiele pierwotne występują w zespole Gorlina – Goltza. Obecnie torbiel pierwotna zaliczana jest do nowotworów.
Torbiel dziąsłowa (cystis gingivalis) — występuje u małych dzieci i dorosłych. Postać u noworodków – guzki Bohna – liczne drobne torbiele wyglądające jak białawe guzki. Nie sprawiają dolegliwości bólowych, z czasem pękają, a miejsce po nich wygaja się. Torbiele te tworzą się z resztek listewki zębowej. Można je znaleźć na granicy podniebienia twardego i miękkiego oraz na wałach dziąsłowych z dala od linii pośrodkowej. Są wielkości od 1-3mm i wypełnione keratyną. Są to pozostałości po niewielkich gruczołach ślinowych. Są podobne do perły Epsteina, która rozwija się na szwie pośrodkowym. Postać u dzieci i dorosłych – powstaje z przetrwałych resztek nabłonka zawiązka zęba albo nabłonka przemieszczonego w głąb dziąsła w czasie urazu wokół przedtrzonowców, rzadko w okolicy zębów przednich. Wykrywana przypadkowo na zdjęciach rtg. Powinna być usunięta chirurgicznie, zagrożenie wznową minimalne.
Torbiel okołozębowa boczna (cystis peridentalis lateralis) — rozwija się z resztek nabłonka zębopochodnego, pomiędzy zębami przedtrzonowymi lub trzonowymi żuchwy od strony policzkowej. Występuje prawidłowa reakcja zębów na testy żywotnościowe co pozwala różnicować z torbielami zapalnymi.
Torbiel gruczołowa wywodząca się z gruczołów ślinowych (cystis odontogenes glandularis) — rozwija się w przedniej części żuchwy. Zbudowana z nabłonka wielowarstwowego płaskiego z komórkami kubkowymi (metaplazja).
Torbiel erupcyjna, torbiel wyrzynającego się zęba (cystis eruptiva) — jest to specyficzna postać torbieli zawiązkowej, tworzy się podobnie jak torbiel zawiązkowa głęboka, ale wystaje ponad ujście zębodołu jako niebieskawe wygórowanie ponad tkanką kostną - w tkankach miękkich. Pod nią znajduje się wyrzynający ząb. Aby umożliwić wyrznięcie się zęba należy usunąć torbiel.
Torbiel zawiązkowa (cystis follicularis) — powstaje w czasie rozwoju zawiązka zęba z nabłonka szkliwnego brzegu siecznego lub powierzchni żującej. W niej samej lub między nią a szkliwem gromadzi się płyn. Jeśli w badaniu rtg odległość między ścianą torbieli a koroną zęba wynosi powyżej 2,5 mm jest to torbiel zawiązkowa, gdy mniej niż 2,5 mm jest to fizjologiczny mieszek zawiązka. Torbiel przyczepia się do zęba na wysokości styku szkliwa i cementu. Wyróżnia się postacie w zależności od umiejscowienia: centralne, okołokoronowe, boczne, okołokorzeniowe i okalające. Występuje znacznie częściej w żuchwie niż w szczęce. Związana jest zwykle z zębem mądrości i drugim przedtrzonowcem, w szczęce z kłem i zębem mądrości. Jej wyściółkę stanowi nabłonek wielowarstwowy płaski nierogowaciejący z pojedynczymi ameloblastami co odróżnia ją od keratocysty i brak nacieku zapalnego w ścianie, który jest w torbielach zapalnych. Torbiel związkowa może występować w zależności od okresu odontogenezy
- z całkowicie wytworzonym zębem,
- częściowo wytworzonym zębem,
- bez zawiązka zęba.

Torbiel rośnie powoli, nie dając dolegliwości. W późniejszym okresie występuje rozdęcie kości i przemieszczenie sąsiednich zębów. Należy różnicować ze szkliwiakiem, torbiel może być punktem wyjścia raka lub guza śluzowo-naskórkowego.
Torbiel zębopochodna wapniejąca (cystis odontogenes calcificans) — jest zmianą łagodną, lecz istnieją rozbieżności czy jest to torbiel czy guz nowotworowy. Według WHO jest to torbiel. W 1/3 przypadków występuje poza kością w uzębionej części szczęki lub żuchwy, w 2/3 przypadkach wewnątrzkostnie. Jest to zmiana jedno- lub wielokomorowa z masami rogowymi wewnątrz jamy oraz komórkami podobnymi do ameloblastów, które wapnieją, dając na zdjęciu rtg obraz przejaśnienia z plamistymi cieniami.

##### Niezębopochodne
Torbiel przewodu nosowo-podniebiennego, torbiel kanału przysiecznego (cystis ductus nasopalatini, cystis canalis incisivi) — powstaje z resztek nabłonka wyścielającego kanał nosowo- podniebienny, który w życiu płodowym tworzy połączenie pomiędzy jamą ustną a jamą nosową, a po urodzeniu zanika. Torbiel niszczy kość wyrostków podniebiennych. Powstaje pomiędzy siekaczami, powiększa się powoli i daje objawy po osiągnięciu pewnych rozmiarów albo po zakażeniu. Jeśli mieści się w obrębie podniebienia — wysłana jest nabłonkiem wielowarstwowym płaskim, a w obrębie kanału przysiecznego — nabłonkiem wielorzędowym walcowatym urzęsionym. Kanał przysieczny prawidłowy na rtg ma średnice do 6 mm, powyżej należy diagnozować torbiel przewodu nosowo – podniebiennego.
Torbiel nosowo-wargowa, przedsionka nosa, skrzydełka nosa (cystis nasolabialis, cystis introitu nas Klestadt’s cyst) — powstaje z nabłonka szczeliny bocznej nosa i mieści się w fałdzie nosowo- wargowym. Uwypukla przedsionek nosa. Wypełniona jest płynem o charakterze śluzowym, nie zawiera kryształów cholesterolu. Ściana torbieli wysłana jest nabłonkiem cylindrycznym. Rośnie powoli, tworzy miękkie, niebolesne wygórowanie w dnie przedsionka nosa. Łatwo ropiej, w tym przypadku należy różnicować z ropniem zębopochodnym lub z czyrakiem. Częściej u rasy czarnej niż białej.
Poniższe torbiele w starej klasyfikacji zaliczane też do tzw. torbieli szczelinowych kwalifikuje się jako: KCOT, torbiel wytwarzająca keratynę (keratogenna), torbiel przyzębna:
Torbiel środkowa podniebienia i wyrostka zębodołowego szczęki (cystis mediana palati et processus alveolaris maxilae) — powstaje, gdy dojdzie do nieprawidłowego zrastania się wyrostków szczek i wszczepienia się spomiędzy komórek nabłonka. W zależności od odległości od jamy nosowej będzie wysłana nabłonkiem wielorzędowym urzęsionym albo wielowarstwowym płaskim. Na zdjęciu rtg ma kształt odwróconej gruszki. Podobna torbiel może powstać w żuchwie pomiędzy siekaczami przyśrodkowymi.
Torbiel gałeczkowo- szczękowa (cystis globulomaxillaris) — znajduje się pomiędzy kłem a siekaczem bocznym, częściej po stronie podniebiennej rzadziej przedsionka. Pokryta nabłonkiem wielowarstwowym płaskim albo walcowatym urzęsionym. Na rtg ma kształt gruszki odwróconej ogonkiem w dół i w przeciwieństwie do torbieli korzeniowej, nie kontaktuje się z ozębną. Może prowadzić do rozsuwania się korzeni zębów.

#### Zapalne
Torbiel korzeniowa (cystis radiiicularis) — jest najczęściej występującą torbielą w kościach szczęk, trzykrotnie częściej w szczęce niż w żuchwie. Torbiel związana jest z wierzchołkiem korzenia zęba ze zgorzelinową miazgą. Rzadziej występuje torbiel kanalika bocznego lub kanału powstałego przez niewłaściwe leczenia endodontyczne. Torbiel korzeniowa rozwija się z ziarniniaków nabłonkowych, z gniazd komórek ozębnej (wysepki Malasseza z resztek pochewki Hertwiga) przy współudziale czynnika urazowego i zakaźnego. Na skutek zwyrodnienia wodniczkowego komórek powstaje płyn uciskając równomiernie we wszystkich kierunkach, co powoduje zanik kości. Mieszek torbieli składa się otoczki łącznotkankowej z naciekiem zapalnym i wewnętrznej warstwy zbudowanej z nabłonka wielowarstwowego płaskiego, a w torbielach w pobliżu jamy nosowej lub zatoki z nabłonka cylindrycznego lub migawkowego. Ząb z martwą miazgą tkwiący w torbieli w czasie opukiwania daje objaw drgania. Może również wystąpić objaw trzeszczenia pergaminowego spowodowanego uginaniem się cienkiej w wyniku zaniku blaszki kostnej wyrostka. Po całkowitym zniszczeniu można stwierdzić objaw chełbotania. Rosnąca ku górze i boku torbiel nad zębami siecznymi może uwypuklać się na dnie jamy nosowej w postaci wału Gerbera i przemieszczać małżowinę nosową dolną ku górze – objaw Oppikofera. Gdy zmiana przy wierzchołku na zdjęciu rtg przekracza 8 mm uważa się, że jest to torbiel korzeniowa, mniejsza jest to ziarniniak nabłonkowy.
Torbiel przyzębna (cystis paradentalis) rozwija się z wysepek nabłonka pobudzonych do rozwoju zakażeniem wychodzącym z kieszonki dziąsłowej. Najczęściej zdarza się przy korzeniu policzkowym lub dystalnym dolnego zęba mądrości. Nie osiąga dużych rozmiarów, tworzy się na wysokości połączenia szkliwno- cementowego.

### Nienabłonkowe torbiele rzekome szczęk
Torbiel tętniakowata (cystis anaeurysmatica) — jest to odcinkowato balonowate rozdęcie kości. Wewnątrz znajduje się tkanka łączna z wielojądrowymi komórkami olbrzymimi i beleczkami osteoidu oraz licznymi przestrzeniami wypełnionymi śródbłonkiem i wypełnionymi krwią. Zmiana może się bardzo powiększyć, a ściana kostna pęknąć co grozi krwotokiem. Krwotok towarzyszy także wyłyżeczkowaniu. Patogeneza nie jest znana. Bywa poprzedzona przez dysplazję włóknistą kości lub ziarniniaka olbrzymiokomórkowego. Spotykana jest u osób młodych w okolicy kata żuchwy.
Torbiel krwotoczna, torbiel urazowa (cystis haemorrhagica, cystis traumatica) — związana jest prawdopodobnie z pourazowym wewnątrzkostnym krwiakiem, resorpcją guzów, martwicaą kości gąbczastej w wyniku niedokrwienia, swoistym odczynem alergicznym. Wypełniona jest luźną tkanką łączną z naczyniami włosowatymi, hemosyderyną i komórkami olbrzymimi lub jest pustą jamą. Nie przemieszcza korzeni zębów, zęby mają żywą miazgę, występuje zwykle u osób młodych.

## Torbiele tkanek miękkich jamy ustnej, twarzy i szyi
Torbiel naskórkowa i skórzasta (cystis epidermalis et dermoidalis) — powstaje w wyniku przemieszczenia się zarodkowego naskórka. W jamie ustnej torbiel ta występuje w okolicy podjęzykowej i podbródkowej. Posiada łączność z kością gnykową lub wewnętrzną powierzchnią trzonu żuchwy. Może występować również w okolicy gałęzi i kąta żuchwy. Zbudowana jest z torebki łącznotkankowej wyścielonej nabłonkiem, wewnątrz jamy mogą znajdować się masy łojowe, włosy, zęby. Torbiel należy różnicować z torbielą ślinianki podjęzykowej, przewodu tarczowo- językowego oraz przemieszczoną tarczycą.
Torbiel zastoinowa – wyróżnić można torbiel ślinową, surowiczo- ślinową, śluzowiak. Powstaje poprzez zamknięcie przewodu wyprowadzającego, w wyniku czego następuje rozdęcie gruczołu i zatrzymania wydzieliny.
Żabka, torbiel ślinianki podjęzykowej lub torbiel wspólnego przewodu wyprowadzającego ślinianek podjęzykowej i podżuchwowej(ranula) — ma kształt okrągłego tworu, leżącego pod językiem, chełboczącego. Występowanie powodują dwa czynniki: nawracające stany zapalne oraz niewielki przekrój przewodów wyprowadzających. Ich obliteracja prowadzi do zastoju śliny i powstania torbieli. Wzrasta ona powoli, a rozrastając się może utrudniać ruchy języka, mowę, połykanie, żucie. Wypełnia je ślina, która może ulec zakażeniu. Rozpoznanie tej torbieli nie nastręcza trudności. Należy różnicować ją z torbielą skórzastą, w której występuje gęsty oleisty płyn i masy łojowe. Leczenie polega na usunięciu w całości (cystectomia), niekiedy wraz ze zmienioną ślinianką. Przy bardzo powierzchownym położeniu torbieli można wykonać zabieg marsupializacji tj. wycięcia bł. śluzowej warstw powierzchownych i mieszka, wszycie brzegów mieszka w brzegi błony śluzowej i połączenie jamy torbieli z jamą ustną.
Śluzowiak (mucocoele) — jest to torbiel zastoinowa powstająca w zatoce obocznej nosa, najczęściej szczękowej. Na zdjęciu rtg daje objaw zachodzącego słońca – półkolisty słabo wysycony cień. Torbiel zastoinowa wargi powstaje z gruczołu śluzowego, rzadziej jest to gruczoł ślinowy. Jest to miękki twór z przeświecająca treścią. Zwykle sam pęka i goi się bez blizny.
Torbiel boczna szyi, torbiel skrzelopochodna — powstaje w wyniku zaburzeń rozwoju łuków skrzelowych i wpuklenia się naskórka w głąb mezenchymy. Ma kształt kulisty, jest niebolesna. Ujście znajduje się w krypcie migdałka podniebiennego.
Torbiel przewodu tarczowo – językowego, torbiel środkowa szyi — powstaje z przetrwałego przewodu tarczowo –językowego z otworem ślepym na grzbiecie języka. Torbiel ta rozwija się w linii pośrodkowej szyi.

## Leczenie

### Wgłobienie torbieli (cystotomia, metoda Partsch I)
- I etap leczenia - polega na przekształceniu jamy torbieli w dodatkowy uchyłek jamy ustnej. Wytwarza się płat śluzówkowo – okostnowy ponad przednią ścianą torbieli, odwarstwia się go od podłoża, usuwa blaszkę kostną pokrywającą torebkę torbieli, tak aby utworzony ubytek kostny był równy średnicy jamy torbieli. Wycina się część torebki torbieli i przesyła się do badania histo-patologicznego. Płat śluzówkowo-okostnowy zostaje wgłębiony do jamy i utrzymywany za pomocą brzeżnych szwów oraz setonu. Otwór musi być odpowiednio szeroki żeby nie doszło do zrośnięcia jamy torbieli, może być pomocny obturator protetyczny.
- II etap – polega na wyłuszczeniu pozostałej części mieszka, po tym gdy jama torbieli się zmniejszy i kość odbuduje po pierwszym etapie.

Zalety: prostota zabiegu, mała rozległość 

Wady: pozostawienie mieszka torbieli o niewiadomym utkaniu histologicznym, nawrót po zamknięciu operacyjnego otworu, stosowanie obturatora, dwuczasowość zabiegu.

### Wyłuszczenie torbieli (extirpatio cystis, cystectomia, metoda Partsch II)
Metoda ta polega na nacięciu, odwarstwieniu płata śluzówkowo – okostnowego i wyłuszczeniu w całości torebki torbieli. Całość wyściółki należy przesłać do badania histo-patologicznego. Płat śluzówkowo- okostnowy wszywa się na głucho. Jama po torbieli wypełnia się skrzepem, który ulega organizacji i w dalszym etapie kostnieniu. W przypadku dużych torbieli można zastosować kość własną pacjenta lub preparaty kościozastępcze.
Modyfikacja metody dwuczasowej Partscha według Drozdowskiego polega na:
- I etap – odbarczeniu torbieli, bez formowania płata śluzówkowo-okostnowego – wytworzenie otworu do jamy torbieli, mniejszy niż średnica jamy. Do odbarczenia stosuje się obturator.
- II etap - wyłuszczenia torbieli, wykonuje się wówczas, gdy jama torbieli się zmniejszy.

Metoda ta jest szczególnie wskazana u dzieci.

## Klasyfikacja ICD10
| kod ICD10     | nazwa choroby                                                     |
| ------------- | ----------------------------------------------------------------- |
| ICD-10: K04.8 | Torbiel korzeniowa                                                |
| ICD-10: K09   | Torbiele okolicy jamy ustnej, niesklasyfikowane gdzie indziej     |
| ICD-10: K09.0 | Torbiele rozwojowe zębopochodne Torbiel rogowaciejąca             |
| ICD-10: K09.1 | Torbiele rozwojowe (niezębopochodne) okolicy jamy ustnej          |
| ICD-10: K09.2 | Inne torbiele szczęk                                              |
| ICD-10: K09.8 | Inne torbiele okolicy jamy ustnej niesklasyfikowane gdzie indziej |
| ICD-10: K09.9 | Torbiel okolicy jamy ustnej, nieokreślona                         |
| ICD-10: K11.6 | Torbiel śluzowa Żabka                                             |